# پلوتارک ۶۶۱۵
سیارک ۶۶۱۵ (به انگلیسی: 6615 Plutarchos، نامگذاری:9512P-L) شش هزار و ششصد و پانزدهمین سیارک کشف شده‌است که در ۱۷ اکتبر ۱۹۶۰ کشف شد.
قدر مطلق سیارک برابر ۱۴٫۰۰ است.